# Kim Jin-su
Kim Jin-su (koreanisch 김진수; * 13. Juni 1992 in Jeonju) ist ein südkoreanischer Fußballspieler, der derzeit bei al-Nasr FC unter Vertrag steht und an Jeonbuk Hyundai Motors ausgeliehen ist. Kim wird hauptsächlich als Linksverteidiger eingesetzt.

## Karriere

### Verein
Kim spielte in der Jugend für Singal High School und die Kyung-Hee-Universität. 2012 verpflichtete ihn Albirex Niigata. Am 19. Februar 2012 gab Kim sein Profidebüt gegen Vissel Kobe in einem Testspiel, welches Albirex 3:0 gewann. Sein Debüt in der japanischen J. League Division 1 gab er im März 2012 gegen Kawasaki Frontale, wo er 90 Minuten durchspielte. Bei Albirex Niigata galt er als absoluter Leistungsträger.
Zur Saison 2014/15 verpflichtete ihn die TSG 1899 Hoffenheim, wo er Fabian Johnson ersetzte, der zu Borussia Mönchengladbach wechselte. Kim besaß einen Vertrag bis zum 30. Juni 2018. Sein erstes Spiel für die Hoffenheimer bestritt Kim am 17. August 2014 im DFB-Pokal gegen den USC Paloma. In der Fußball-Bundesliga debütierte Kim am 23. August 2014 im Heimspiel gegen den FC Augsburg. Bis Ende Januar 2016 absolvierte er 34 Bundesligaspiele (kein Treffer). Nachdem Julian Nagelsmann das Team im Februar 2016 übernommen hatte, kam Kim zu keinen Einsätzen mehr.
Nach seinem Heimaturlaub in der Winterpause kehrte Kim im Januar 2017 nicht mehr nach Hoffenheim zurück, sondern wechselte zur K-League-Classic-Saison 2017 zu Jeonbuk Hyundai Motors. 2017, 2018, 2019 und 2020 feierte er mit Jeonbuk die Meisterschaft. 
Im Oktober 2020 zog es ihn nach Saudi-Arabien. Hier unterschrieb er einen Vertrag beim al-Nasr FC. Der Verein aus der Hauptstadt Riad spielte in der ersten Liga des Landes, der Saudi Professional League. Im Sommer 2021 wurde er an seinen ehemaligen Verein Jeonbuk Hyundai Motors verliehen.

### Nationalmannschaft
Kim nahm bei der U-17-Weltmeisterschaft 2009 und der U-20-Weltmeisterschaft 2011 für die südkoreanische Nationalmannschaft teil. Am 20. Juli 2013 gab Kim sein Debüt für die Südkoreanische Nationalmannschaft gegen Australien. Das Spiel endete 0:0.
Kim nahm mit der Nationalmannschaft an der Asienmeisterschaft 2015 teil.

## Erfolge
Jeonbuk Hyundai Motors
- K League 1: 2017, 2018, 2019, 2020